# Ludwig Degernäs
John Ludwig Emanuel Degernäs född 6 juli 1981 är en svensk före detta basketspelare i  Södertälje BBK, Oskarshamns BBK och LF Basket, nu huvudtränare i Södertälje Kings.
Ludwig Degernäs är son till Dick Degernäs som spelade i Solna under 1970-talet. 